# Quan hệ New Zealand – Việt Nam
Quan hệ giữa New Zealand và Việt Nam là mối quan hệ giữa New Zealand và Việt Nam. New Zealand có một đại sứ quán tại Hà Nội và một tổng lãnh sự quán tại Thành phố Hồ Chí Minh. Việt Nam có một đại sứ quán ở Wellington.

## Lịch sử
Quan hệ ngoại giao được thành lập vào năm 1975, với New Zealand là một trong những quốc gia đầu tiên thiết lập quan hệ ngoại giao với Việt Nam thống nhất mới. New Zealand và Việt Nam đã thiết lập quan hệ đối tác toàn diện trong năm 2008. Kể từ đó, đã có sự tăng trưởng về trao đổi chính trị, liên kết thương mại và giáo dục song phương. Hai quốc gia đã kỷ niệm 40 năm quan hệ ngoại giao vào năm 2015. Các chuyến bay trực tiếp giữa hai quốc gia bắt đầu vào năm 2016.
New Zealand tham gia chiến tranh Việt Nam. Quốc gia này đã gửi 3000 quân nhân và dân sự.

## Các chuyến thăm chính thức
Năm 2013, Bộ trưởng Bộ Quốc phòng Việt Nam Phùng Quang Thanh đã đến New Zealand và gặp Bộ trưởng Quốc phòng Jonathan Coleman và Bộ trưởng Ngoại giao Murray McCully. Vào tháng 11 năm 2016, Phó Thủ tướng Phạm Bình Minh đã đến thăm New Zealand và gặp gỡ với Murray McCully cũng như Thủ tướng Bill English. Vào tháng 5 năm 2017, Bộ trưởng Bộ Thương mại New Zealand Todd McClay đã đến thăm Việt Nam và gặp Thủ tướng Nguyễn Xuân Phúc và Bộ trưởng Bộ Công thương Trần Tuấn Anh.

## Quan hệ thương mại
Tính đến tháng 11 năm 2015, Việt Nam là thị trường xuất khẩu phát triển nhanh nhất của New Zealand và là thị trường xuất khẩu lớn thứ 19 của nước này; điều này dẫn đến các thỏa thuận về hàng không, y tế và giáo dục được thực hiện giữa hai quốc gia. Đầu năm đó, một mục tiêu đã được thiết lập bởi cả hai quốc gia để tăng gấp đôi giao dịch giữa hai nước, khi cả hai quốc gia đã được thiết lập ký kết Hiệp định Đối tác xuyên Thái Bình Dương giữa những lời chỉ trích.

## Di cư
New Zealand cũng có một cộng đồng người Việt tương đối nhỏ với khoảng 6.000 người, bao gồm những người tị nạn và gia đình, người di cư kinh tế và sinh viên.

## Đại sứ quán và lãnh sự quán
- Tại Việt Nam:
- Hà Nội (Đại sứ quán)
- Thành phố Hồ Chí Minh (Lãnh sự quán)

- Tại New Zealand:
- Wellington (Đại sứ quán)